# Стацевичі
Стацевичі (Стацевіче, пол. Stacewicze) — село в Польщі, у гміні Вишки Більського повіту Підляського воєводства. Населення — 49 осіб (2011).

## Історія
Вперше згадується 1576 року.

## Демографія
Демографічна структура станом на 31 березня 2011 року:
|          | Загалом | Допрацездатний вік | Працездатний вік | Постпрацездатний вік |
| -------- | ------- | ------------------ | ---------------- | -------------------- |
| Чоловіки | 26      | 3                  | 13               | 10                   |
| Жінки    | 23      | 4                  | 7                | 12                   |
| Разом    | 49      | 7                  | 20               | 22                   |